# Limànne
Limànne (en (ucraïnès): Лиманне, en rus: Лиманное, Limànnoie) és un poble de la República Autònoma de Crimea a Ucraïna, que el 2014 tenia 172 habitants. Pertany al districte rural de Saki.